# L'Impossible Astronaute, deuxième partie
L'Impossible Astronaute, deuxième partie (Day of the Moon) est le deuxième épisode de la sixième saison de la deuxième série de la série télévisée britannique de science-fiction Doctor Who, diffusé sur BBC One le 30 avril 2011. Il a été partiellement tourné aux États-Unis, dans l'Utah. Il s'agit du second épisode d'une histoire en deux parties commençant avec L'Impossible Astronaute, première partie, mettant le Docteur et ses amis aux prises avec un ennemi mystérieux à l'époque du premier alunissage.

## Synopsis
Trois mois après les événements de L'Impossible Astronaute, première partie, l'agent spécial du Président Nixon, Canton Everett Delaware III, est à la poursuite de River Song, Amy et Rory.  Pendant ce temps une cellule faite d'un matériau indestructible est construite dans la Zone 51 pour faire une prison parfaite autour du Docteur, considéré comme un ennemi des États-Unis. Il apparaît que ceci est une ruse du petit groupe, le matériau de la cellule permettant au groupe de converser librement sans être espionné, et d'embarquer à bord du TARDIS sans être suivi. Chacun de leur côté, ils ont tous essayé de débusquer les membres d'une race extra-terrestre dont tous oublient le souvenir lorsqu'ils ne fixent plus leur image. Tous ont fait une marque sur leur bras à chaque fois qu'ils en observaient un, et leurs bras sont à présent couverts. Le Docteur implante un système de communication en eux afin que le groupe enregistre ce qu'ils pensaient au moment de leur rencontre. À partir de ces indices, le Docteur découvre que les extra-terrestres s'appellent les Silents « les Silences », une race au sujet de laquelle il avait été mis en garde par plusieurs de ses adversaires dans ses récentes aventures. Le Docteur réalise que le Silence a le contrôle de la planète par suggestion post-hypnotique, et met au point un plan pour fomenter une révolution. Il emmène le groupe dans les jours qui précèdent le lancement d'Apollo 11.
Tandis que le Docteur travaille à modifier des éléments du module de commande d'Apollo 11, Canton et Amy visitent des orphelinats jusqu'à ce qu'ils parviennent à localiser celui d'où est originaire la petite fille dans le scaphandre. Canton essaie de raisonner avec le gardien de l'orphelinat devenu à moitié fou, tandis qu'Amy explore le bâtiment où les mots « GET OUT » (partez) sont écrits en grand. Elle finit par découvrir un nid de Silence. S'enfuyant de la salle, elle tombe sur une porte dotée d'un panneau coulissant. Le panneau s'ouvre et une femme portant un cache sur l'œil droit apparaît et déclare « Non, elle est simplement en train de rêver » et ferme le panneau. Amy ouvre la porte, et découvre que le panneau et la femme ont disparu. Amy trouve une photographie d'elle-même avec un bébé dans ses bras sur la commode dans la chambre, ainsi que de nombreuses images de la petite fille au scaphandre. La fillette entre dans son scaphandre et Amy est enlevée par des Silents, qui apparaissent derrière la fillette. Elle est alors emmenée dans une de leurs salles de contrôle aux allures de proto-TARDIS, laissant l'engin d'enregistrement d'Amy derrière eux. 
Arrivant trop tard pour aider Amy, le Docteur et ses alliés trouvent la puce d'Amy sur le sol tandis que Canton est parvenu à tirer sur un des Silents et à le blesser. Ils trouvent aussi le scaphandre, dont l'arrière a été déchiré, laissant s'échapper la petite fille, cachée dans un coin de l'orphelinat. River comprend deux choses : que la fille devait avoir une force physique extraordinaire pour s'échapper du scaphandre, et que le scaphandre peut se déplacer de façon autonome. Cela, selon River, pourrait être ce que la fillette entendait lorsqu'elle disait qu'un homme de l'espace venait pour la manger. Cela aurait pu ne pas être elle qui se déplaçait, mais le scaphandre qui contrôlait ses mouvements. Ils emmènent l'extra-terrestre blessé vers la cellule sécurisée de la Zone 51 et l'interrogent. L'extra-terrestre révèle qu'ils ont pris le contrôle des humains depuis l'âge de pierre par suggestion post-hypnotique, et déclare par bravade que si les humains ne voulaient pas être contrôlés par le Silent, ils « devraient les abattre à vue ». Canton enregistre cette déclaration sur le téléphone cellulaire d'Amy.
Le Docteur utilise la puce de communication d'Amy pour trouver son emplacement, et pose le TARDIS dans la salle de contrôle. Tandis que River tient les Silents en joue, le Docteur leur montre la retransmission télévisée de l'alunissage. Tandis qu'ils regardent, le Docteur utilise ses modifications du module de commande Apollo pour insérer dans les scènes du premier pas sur la Lune l'enregistrement réalisé par Canton de l'extra-terrestre blessé qui déclare qu'ils devraient être abattus à vue. Grâce à cela, les humains, hypnotisés tirent sur les premiers Silents qu'ils voient. Le Docteur déclare qu'ils seront pourchassés pour des générations et que les humains sont donc libérés de leur joug. Tandis que River et le Docteur protègent leur départ des Silents, le groupe sauve Amy et part dans le TARDIS.
Le Docteur ramène River à sa prison. Celle-ci l'embrasse, pour lui dire au revoir mais est surprise de s'apercevoir que pour le Docteur, c'est la première fois qu'ils échangent un baiser. Cela veut dire donc que c'est la dernière fois pour elle. Rory est troublé par une phrase murmurée par Amy pendant son enlèvement au sujet de l'homme qu'elle aime qui est « tombé du ciel », croyant qu'il s'agissait du Docteur, mais Amy lui affirme qu'elle parlait de lui. Amy se demande si elle est enceinte, ou si les douleurs qu'elle a ressenties était le résultat de la présence du Silent ; le Docteur tente d'utiliser les scanners du TARDIS pour vérifier cela, mais le TARDIS ne peut déterminer si elle est enceinte ou pas.
Six mois plus tard, un sans-abri à New York rencontre la petite fille. La fillette déclare qu'elle est en train de mourir, mais qu'elle va y remédier ; sous les yeux du sans-abri, la fillette entame le processus de régénération caractéristique des Seigneurs du Temps.

## Distribution
- Matt Smith : Onzième Docteur
- Karen Gillan : Amy Pond
- Arthur Darvill : Rory Williams
- Alex Kingston : River Song
- Mark Sheppard : Canton Everett Delaware III
- Peter Banks : Docteur Shepherd
- Stuart Milligan : Richard Nixon
- Marnix van den Broeke : Le Silent
- Kerry Shale : Dr Renfrew
- Glenn Wrage : Gardner
- Jeff Mash : Grant
- Sydney Wade : Petite fille
- Tommy Campbell : Sergent
- Frances Barber : Femme à l'œil masqué
- Ricky Fearon : Sans-abri
- Chuck Iwuji : Carl
- Mark Griffin : Phil

## Continuité
- On voit une salle équipée avec la machine semblable au TARDIS qui était montrée dans « Le Colocataire ».
- Le Docteur se souvient qu'on l'avait prévenu au sujet du « Silence » dans les épisodes Le Prisonnier zéro et Les Vampires de Venise.
- Rory confirme qu'il se souvient vaguement de sa vie de soldat romain et de son attente de 2 000 ans lors de l'épisode La Pandorica s'ouvre.